# Manchester Spartans
Les Manchester Spartans était un club anglais de football américain basé à Manchester. Ce club fut fondé en 1983 sous le nom de Northwich Spartans. Devenu Manchester Spartans en 1984, le club devient champion national en 1989 et 1990 et enlève même l'Eurobowl IV en 1990. Rebaptisé Great Britain Spartans en 1994 après avoir déménagé à Sheffield, le club prend part à l'édition unique de la Football League of Europe.

## Palmarès
- Champion du Royaume-Uni : 1989, 1990
- Champion d'Europe (Eurobowl) : 1990